# Karl von Koenneritz

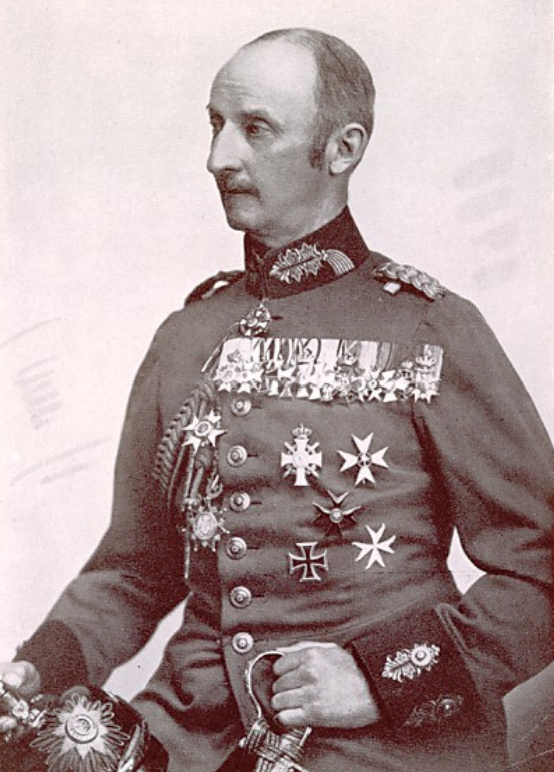
Karl von Koenneritz

Karl Eduard Graf von Koenneritz (* 4. September 1865 in Erdmannsdorf; † 21. September 1926) war ein sächsischer Generalmajor.

## Leben

### Herkunft
Karl war Sohn des sächsischen Finanzministers Leonce von Könneritz und dessen Ehefrau Maria, geborene Gräfin von Beust (1845–1926), Tochter des österreichischen Ministerpräsidenten Friedrich Ferdinand von Beust. Er hatte drei Geschwister Hans (1864–1924), Ferdinand (* 1867) und Elisabeth (* 1871).

### Militärkarriere
Koenneritz wurde am 6. Dezember 1885 zum Fähnrich beim Karabinier-Regiment (2. Schweres Regiment) der Sächsischen Armee ernannt. Er stieg am 9. September 1886 zum Sekondeleutnant auf und avancierte Mitte September 1893 zum Premierleutnant. Nach weiteren Jahren erfolgte am 24. Juli 1899 die Beförderung zum Rittmeister und Ernennung zum Eskadronchef, wonach er die nächsten Jahre im 1. Husaren-Regiment Nr. 18 diente. Nach Beförderung zum Major am 22. Mai 1909 erfolgte seine Ernennung zum diensttuenden Flügeladjutanten des sächsischen Königs. Er war die nächsten Jahre in dieser Eigenschaft und organisierte im Jahr 1911 die Reise des Königs in den Sudan und nach Ägypten. Karl von Koenneritz wurde 1914 in das Ulanen-Regiment Nr. 18 versetzt und übernahm dieses am 21. Mai 1914.

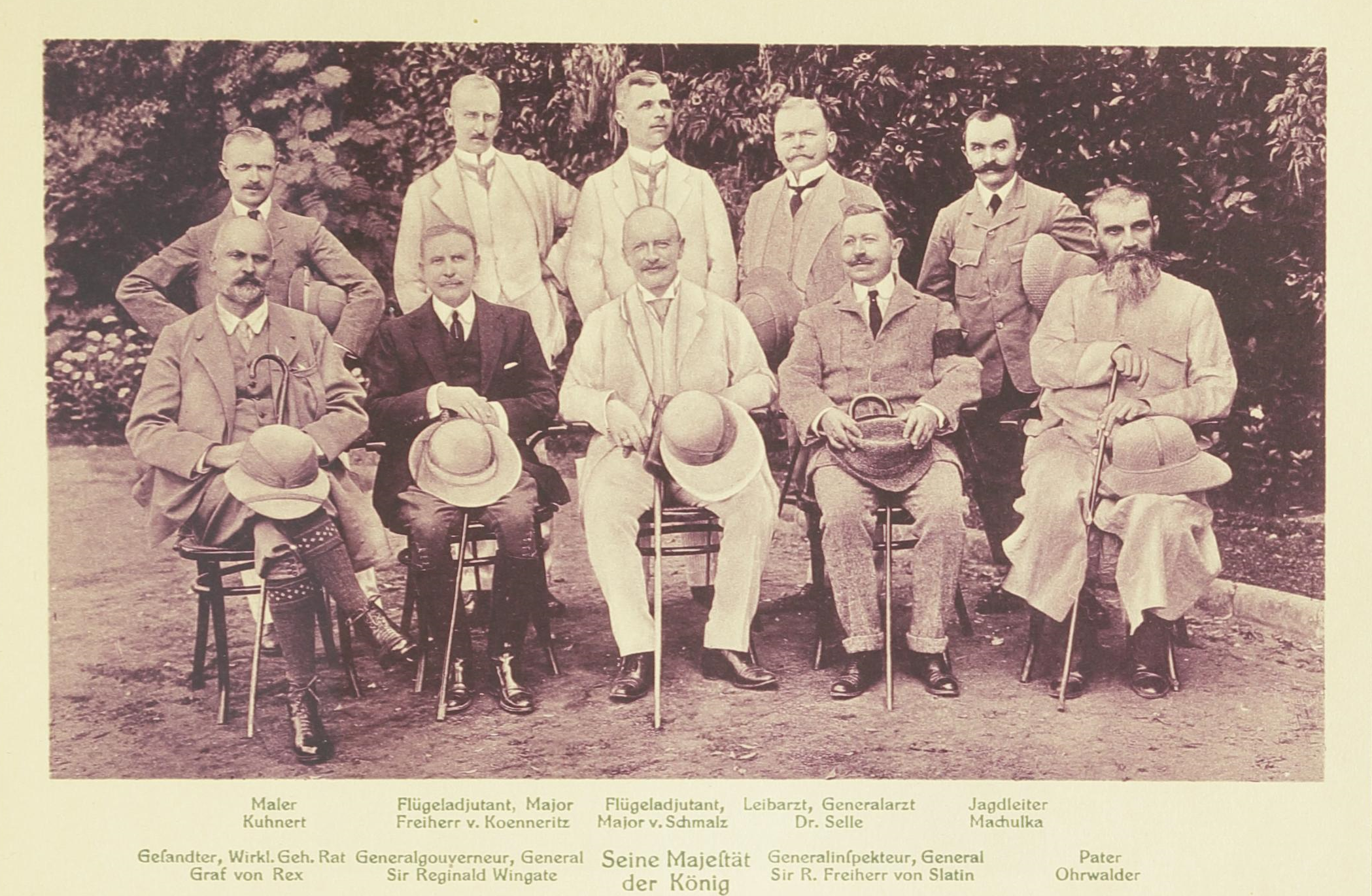
Karl von Könneritz als Begleiter des sächsischen Königs, 1911

Nach Ausbruch des Ersten Weltkriegs rückte Koenneritz mit seinem Regiment an die Front und beteiligte sich an den Kampfhandlungen. Nachdem russische Streitkräfte im Zuge der Brussilow-Offensive die k.u.k. 4. Armee bei Luzk in Wolhynien bekämpften, waren das Ulanen-Regiment Nr. 18 und ein bayerisches Kavallerie-Regiment die ersten deutschen Regimenter, welche zur Unterstützung eintrafen. Die beiden Regimenter wurden am 14. Juni 1916 sofort in die Kampfhandlungen bei Pawlowicze verwickelt. Nach einigen Tagen kam es zu einem Gegenangriff der österreichischen Truppen und Koenneritz konnte mit seinem Regiment das Dorf Konjuchy in einem Sturmangriff einnehmen. In den nächsten Tagen beteiligte sich sein Regiment an weiteren Kampfhandlungen, wobei Koenneritz für seine Verdienste am 10. Juli 1916 mit dem Ritterkreuz des Militär-St.-Heinrichs-Orden beliehen wurde. Er war bis zum 1. September 1918 noch Regimentskommandeur, sein Nachfolger wurde ein Oberst von Zeschau, und nahm dann als charakterisierter Generalmajor seinen Abschied aus dem Militärdienst.
1925 wurde er Bezirksehrenmitglied des sächsischen Militär-Vereins-Bundes.

### Familie
Koenneritz hatte sich am 8. Juni 1897 in Dresden mit Pia Freiin von Fritsch verheiratet. Aus der Ehe gingen folgende Kinder hervor:
- Josepha (1898–1920), Freiin
- Hans-Heinrich (-Heino) (* 1900), Graf, ⚭ 1929 Alexandra Hauschild (* 1908)
- Luise-Pia (* 1902), Freiin
- Waldtraut (* 1907), Freiin

⚭ 1928 Percy Graf von Bernstorff († 1930)
⚭ 1934 Otto von Rumohr